# Daniel O’Sullivan (Musiker)

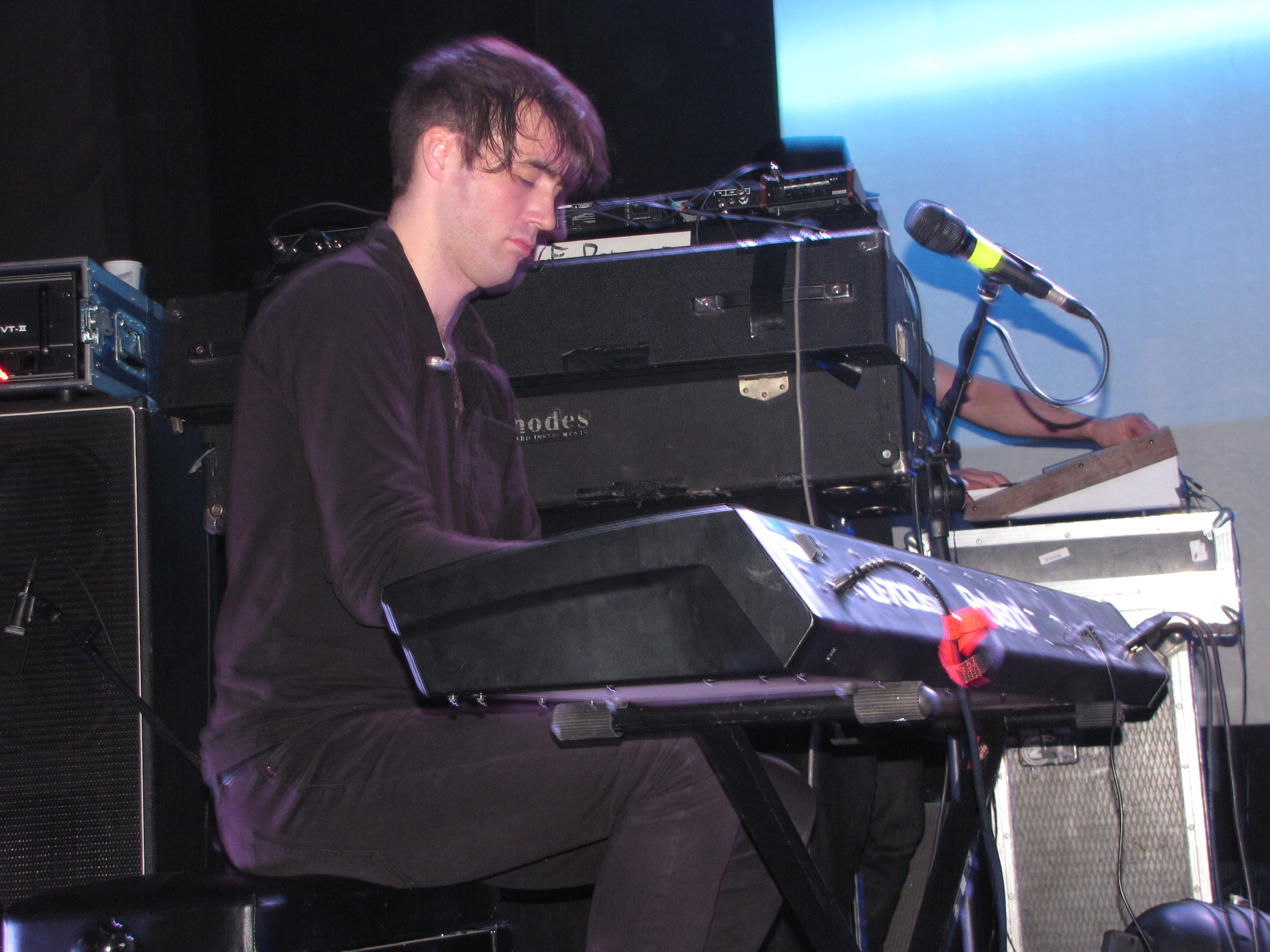
Daniel O’Sullivan, 2010

Daniel O’Sullivan (* 1980) ist ein britischer Musiker und Komponist.

## Leben und Schaffen
Im Jahr 2002 wurde er Mitglied bei Guapo, die er nach dem Album Elixirs wieder verließ. Er trat ab 2007 live mit Sunn O))) auf und schrieb ab 2009 Stücke für The Big Pink. Ab 2009 gehörte er zur Live-Besetzung von Ulver und wurde später auch offizielles Bandmitglied. O’Sullivan betreibt seit Mitte der 2000er mit Miasma & The Carousel of Headless Horses, Æthenor, Mothlite, Miracle, Grumbling Fur und Laniakea diverse Projekte, die dem AvantProg, der Improvisationsmusik, der Elektronischen Musik, dem Art Pop bzw. dem Post-Rock zuzuordnen sind. Zudem arbeitete er mit Chrome Hoof, The Stargazer’s Assistant, Alexander Tucker, Serena Korda und Stephen O’Malley zusammen.

## Diskografie
mit Guapo
- 2003: The Ducks and Drakes of Guapo and Cerberus Shoal (Split)
- 2004: Five Suns
- 2005: Black Oni
- 2006: Twisted Stems (EP)
- 2008: Elixirs

mit Miasma & The Carousel of Headless Horses
- 2005 Perils
- 2007 Manfauna (EP)

mit Æthenor
- 2006: Deep in Ocean Sunk the Lamp of Light
- 2008: Betimes Black Cloudmasses
- 2009: Faking Gold & Murder
- 2011: En Form for Blå
- 2016: Hazel

mit Mothlite
- 2008: The Flax of Reverie
- 2012: Dark Age
- 2013: Máthair

mit Ulver
- 2011: Wars of the Roses
- 2011: The Norwegian National Opera (DVD)
- 2012: Childhood’s End
- 2013: Live at Roadburn – Eulogy for the Late Sixties
- 2014: Terrestrials
- 2016: ATGCLVLSSCAP
- 2017: The Assassination of Julius Caesar

mit Miracle
- 2011: Fluid Window (EP)
- 2011: The Visitors
- 2011: Good Love/V.O.T.P.W (EP)
- 2013: Mercury

mit Grumbling Fur
- 2011: Furrier
- 2012: Alice
- 2013: Glynnaestra
- 2014: Preternaturals
- 2016: Furfour